# Michele Carey
Michele Carey (nacida como Michele Lee Henson; 26 de febrero de 1942 – 21 de noviembre de 2018) fue una actriz estadounidense, conocida por su papel como Josephine "Joey" MacDonald en la película de wéstern de 1966 El Dorado. Apareció en películas y actuó como estrella invitada en series de televisión de los años sesenta y setenta.

## Primeros años y educación
Carey nació el 26 de febrero de 1942 en Annapolis, Maryland, hija de Stanley Willard Henson Jr. y Thelma Burnell Henson; su padre trabajaba como instructor de lucha libre en la Academia Naval de los Estados Unidos. La familia se trasladó pronto a Rochester, Minnesota, donde su padre continuó sus estudios de medicina. Carey fue un prodigio del piano, ganó un concurso nacional en el Festival de Música de Chicago a los 13 años y actuó con la Rochester Symphony Orchestra.

## Carrera
Después de terminar el instituto, la John Robert Powers Agency la contrató y en 1964 se trasladó a Los Ángeles con su hijo para dedicarse al modelaje. Tuvo éxito como modelo, pero estaba más interesada en la actuación. Gracias a su belleza y a su característico pelo largo y alborotado, pronto llamó la atención de los productores de Hollywood. En 1964, hizo su primera aparición en televisión en The Man from U.N.C.L.E. como recepcionista.
Al año siguiente, trabajó más en televisión, tuvo un pequeño papel en la clásica película de beach party How to Stuff a Wild Bikini (1965), y actuó en su primera gran película, el western El Dorado (1966), producida y dirigida por Howard Hawks, en el papel de la alborotadora Josephine "Joey" MacDonald, junto con John Wayne, Robert Mitchum y James Caan. Carey coprotagonizó películas como el filme de Elvis Presley Live a Little, Love a Little (1968), The Sweet Ride (1968) y Dirty Dingus Magee (1970), protagonizada por Frank Sinatra (en la que interpretaba a una india con minifalda) y la comedia de Disney Scandalous John (1971) con Brian Keith.
En televisión, apareció como actriz invitada en episodios de The Man from U.N.C.L.E. (1964), Mission: Impossible (1969), It Takes a Thief (1970), y en tres episodios de The Wild Wild West ("The Night of the Feathered Fury", 1967, y el episodio en dos partes "The Night of the Winged Terror", 1969), el episodio de diciembre de 1969 "Tug-of-War" en The F.B.I., Starsky & Hutch, y Alias Smith and Jones. Carey interpretó el papel principal en el episodio de Gunsmoke de 1972 "Tara", apareció en la segunda película piloto de The Six Million Dollar Man (1973) y coprotagonizó junto a Angie Dickinson y Roy Thinnes el telefilme de Dan Curtis The Norliss Tapes ese mismo año. En 1977, interpretó a Belle en un episodio de Man from Atlantis. Fue la voz femenina recurrente del ordenador en A Man Called Sloane (1979–80). Carey se retiró de la actuación en 1984, pero hizo una breve reaparición en la película In the Shadow of Kilimanjaro (1986), que fue su última actuación. También apareció como Crystal en un episodio de 1982 de la serie de televisión The Fall Guy.

## Vida personal
Carey estuvo casada brevemente con el padre de su hijo (su único hijo) en 1961. Volvió a casarse a principios de la década de 1970 con el hombre que adoptaría a su hijo. También estuvo casada brevemente a principios de los 90 con un empresario de Nuevo México. El último matrimonio de Carey fue con el empresario Fred G. Strebel en 1999, y residió con él en Hillsborough y Rancho Mirage. Strebel falleció el 28 de diciembre de 2011.

## Muerte
Carey falleció a los 76 años el 21 de noviembre de 2018 por causas naturales en Newport Beach, California. Su padre, que había sido el campeón de lucha libre vivo más antiguo de la NCAA, falleció a principios de ese mismo año. Su madre falleció en 2016. Le precedió en la muerte su único hijo Kevin Troy Schwanke.

## Filmografía

### Cine
| Año  | Película                     | Papel                      | Notas              |
| ---- | ---------------------------- | -------------------------- | ------------------ |
| 1965 | The Spy with My Face         | Maggie                     |                    |
| 1965 | How to Stuff a Wild Bikini   | Michele (sin acreditar)    |                    |
| 1966 | El Dorado                    | Josephine 'Joey' MacDonald | película wéstern   |
| 1968 | The Sweet Ride               | Thumper Stevens            |                    |
| 1968 | Live a Little, Love a Little | Bernice                    |                    |
| 1969 | Changes                      | Julie                      |                    |
| 1970 | Five Savage Men              | Alice McAndrew             | película wéstern   |
| 1970 | Dirty Dingus Magee           | Anna Hot Water             |                    |
| 1971 | Scandalous John              | Amanda McCanless           |                    |
| 1977 | The Choirboys                | Ora Lee Tingle             |                    |
| 1985 | In the Shadow of Kilimanjaro | Ginny Hansen               | película de acción |
| 1988 | The Stay Wake                | (as Michelle Carey)        | película de terror |

### Televisión
| Año       | Título                                          | Papel                                              | Notas |
| --------- | ----------------------------------------------- | -------------------------------------------------- | --- |
| 1964      | The Man from U.N.C.L.E.                         | Maggie                                             | Episodio: "The Double Affair" |
| 1965      | Wendy and Me                                    | Roberta Rita Talbot                                | Episodio: "The Wendy Mob" Episodio: "Danny's Double Life" Episode: "Wendy's Five Thousand Dollar Chair" |
| 1965      | Burke's Law                                     | Bianca Andrade                                     | Episodio: "Balance of Terror" |
| 1966      | T.H.E. Cat                                      | Julie Roth                                         | Episodio: "The Ring of Anasis" |
| 1967      | Run for Your Life                               | Margo                                              | Episodio: "Tell It to the Dead" |
| 1967-1969 | The Wild Wild West                              | Gerda Sharff Laurette                              | Episodio: "The Night of the Feathered Fury" Episodio: "The Night of the Winged Terror: Part I" Episodio: "The Night of the Winged Terror: Part II" |
| 1969      | The Name of the Game                            | Evelyn 'Evvy' Trager                               | Episodio: "Blind Man's Bluff" |
| 1969      | Mission: Impossible                             | Lisa                                               | Episodio: "The Brothers" |
| 1969      | The F.B.I.                                      | Meredith Schaeffer                                 | Episodio: "Tug-of-War" |
| 1970      | It Takes a Thief                                | Sharon Foster                                      | Episodio: "Nice Girls Marry Stockbrokers" |
| 1971      | Alias Smith and Jones                           | Betsy Jamison                                      | Episodio: "A Fistful of Diamonds" |
| 1972      | Gunsmoke                                        | Tara Hutson                                        | Episodio: "Tara" |
| 1972      | Love, American Style                            | Mildred (segmento de "Love and the Impressionist") | Episodio: "Love and the First Kiss / Love and the Impressionist / Love and the Super Lover" |
| 1973      | The Norliss Tapes                               | Marsha Sterns                                      | Telefilme |
| 1973      | Savage                                          | Allison Baker                                      | Telefilme |
| 1973      | The Six Million Dollar Man: Wine, Women and War | Cynthia Holland                                    | Telefilme |
| 1973      | Adam's Rib                                      | Diana                                              | Episodio: "For Richer, for Poorer" |
| 1974      | Dirty Sally                                     | Dolly                                              | Episodio: "Right of Way" |
| 1977      | Delta County, U.S.A.                            | Jonsie Wilson                                      | Telefilme |
| 1977      | Man from Atlantis                               | Belle                                              | Episodio: "C.W. Hyde" |
| 1977-1978 | Starsky & Hutch                                 | Nikki Catlin                                       | Episodio: "Starsky and Hutch Are Guilty" Episode: "Class in Crime" |
| 1979      | The Legend of the Golden Gun                    | Maggie                                             | Telefilme |
| 1979      | Undercover with the KKK                         | Mary Beth Barker                                   | Telefilme |
| 1979      | A Man Called Sloane                             | La voz de Effie (voz)                              | Episodio: "The Seduction Squad" Episodio: "Tuned for Destruction" Episodio: "The Venus Microbe" Episodio: "Collision Course" Episodio: "Samurai" Episode: "Sweethearts of Disaster" Episodio: "Lady Bug" Episodio: "Architect of Evil" Episodio: "The Shangri-La Syndrome" |
| 1980      | Death Ray 2000                                  | Effie (voz)                                        | Telefilme |
| 1982      | The Fall Guy                                    | Crystal                                            | Episodio: "No Way Out" |
| 1982      | Rooster                                         | Mujer policía                                      | Telefilme |